# Trachurus trecae
 Trachurus trecae és una espècie de peix de la família dels caràngids i de l'ordre dels perciformes.

## Morfologia
Els mascles poden assolir els 35 cm de longitud total.

## Distribució geogràfica
Es troba des del Marroc fins a Angola. De vegades, també present al nord de Namíbia.